# Mercedes-Benz W126
Mercedes-Benz W126 — серия флагманских легковых автомобилей немецкой торговой марки Mercedes-Benz. Представленная в 1979 году как замена более ранней модели W116, W126 стал вторым поколением флагманских автомобилей Mercedes-Benz, официально носившем название S-класс, то есть Sonderklasse (с нем. «Особый класс»). Первоначально W126 предлагался в кузове седан с рядными 6-цилиндровыми двигателями, V8 и турбодизельными моторами. В сентябре 1981 года была представлена версия купе с двухдверным кузовом. Автомобиль комплектовался подушкой безопасности, преднатяжителями ремней, системоӣ курсовой устойчивости и многими другими техническими решениями.
Серия Mercedes-Benz W126 выпускалась на протяжении 12 лет. Это самый большой срок жизни моделей S-класса для немецкой марки. В общей сложности за годы выпуска было продано свыше 890 000 единиц автомобилей. Из них 818 105 седанов (818 036 согласно данным производителя) и 74 060 купе. Данный факт делает данную модель самой успешной среди всех существующих представителей S-класса.

## История
Вслед за дебютом W116 компания Mercedes-Benz приступила к разработке новой модели. Она должна была отличаться меньшим расходом топлива и улучшенными ездовыми качествами. Модель получила кодовое имя «проект W126». Модель должна была сохранить лидерство Mercedes на мировом рынке представительских автомобилей. Благодаря тому, что автомобиль испытывался в аэродинамической трубе и в его конструкции были применены новые материалы и сплавы, был снижен расход топлива на 10 % и улучшена аэродинамика. Все это повысило максимальную скорость (250 км/ч у самых мощных версий) и улучшило ходовые качества автомобиля.
После шести лет разработки автомобиль был представлен на международном автосалоне во Франкфурте в сентябре 1979 года. Модельный ряд был представлен восемью версиями в стандартном (S, SE, SD) и удлинённом (SEL, SDL) кузовах: 280S/SE/SEL, 380SE/SEL, 500SE/SEL и 300SD/SDL, длиннобазные версии имели индекс V126. В 1981 году во Франкфурте были представлены версии купе 380SEC и 500SEC. В том же году автомобильный журнал Wheels Magazine выбрал W126 380SE автомобилем года.
В сентябре 1985 года во Франкфурте была представлена обновлённая модель. Помимо внешних изменений реконструкции подверглись двигатели. Были внесены изменения в конструкцию 6-цилиндровых двигателей, а также появилась новая V-образная «восьмерка» объемом 4.2 литра.
Производство Mercedes-Benz W126 завершилось в октябре 1991 года. Тем не менее, до 1992 года включительно были выпущены 38 экземпляров модели защищённой спец-версии. На смену 126 серии пришёл автомобиль Mercedes-Benz W140.

## Описание

### Дизайн
W126 представил новый стиль марки, который использовался Mercedes в других моделях в 1980-х. От предшественника его отличал более низкий профиль кузова с улучшенной аэродинамикой (Cx=0.36 для седана и 0.34 для купе). Впервые автомобиль лишился традиционных хромированных бамперов. На смену им пришли деформируемые из полиуретана, визуально сливавшиеся с кузовом.
Дизайн кузова этого автомобиля, который, знающие толк в солидной эстетике дипломаты и арабские шейхи, отождествляют с эталоном интеллигентности и «высокого стиля», принадлежит итальянцу Бруно Сакко. Этот автомобиль считается его лучшей работой. Недаром мотивы дизайна машины еще много лет использовали японцы в своих седанах Lexus.

### Модели
W126 серия изначально включала 280, 380 и 500 модели. После первого обновления S-класс в середине производства, серия W126 включала 260, 300, 420, 500 и 560 моделей. Также были варианты SE , SEL (с длинной колесной базой), SEC (купе), а также дизельные модели (SD / SDL).

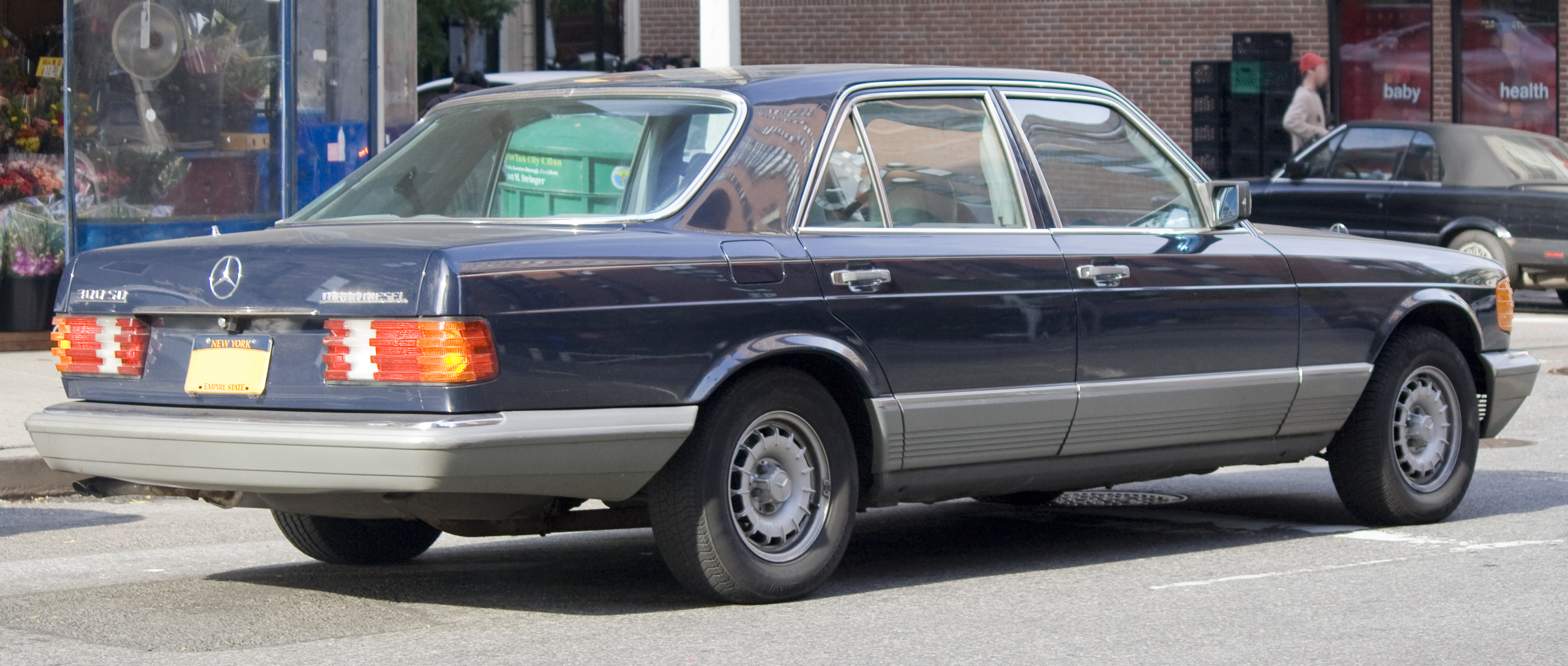
Mercedes-Benz W126 SD (стандартная колёсная база)

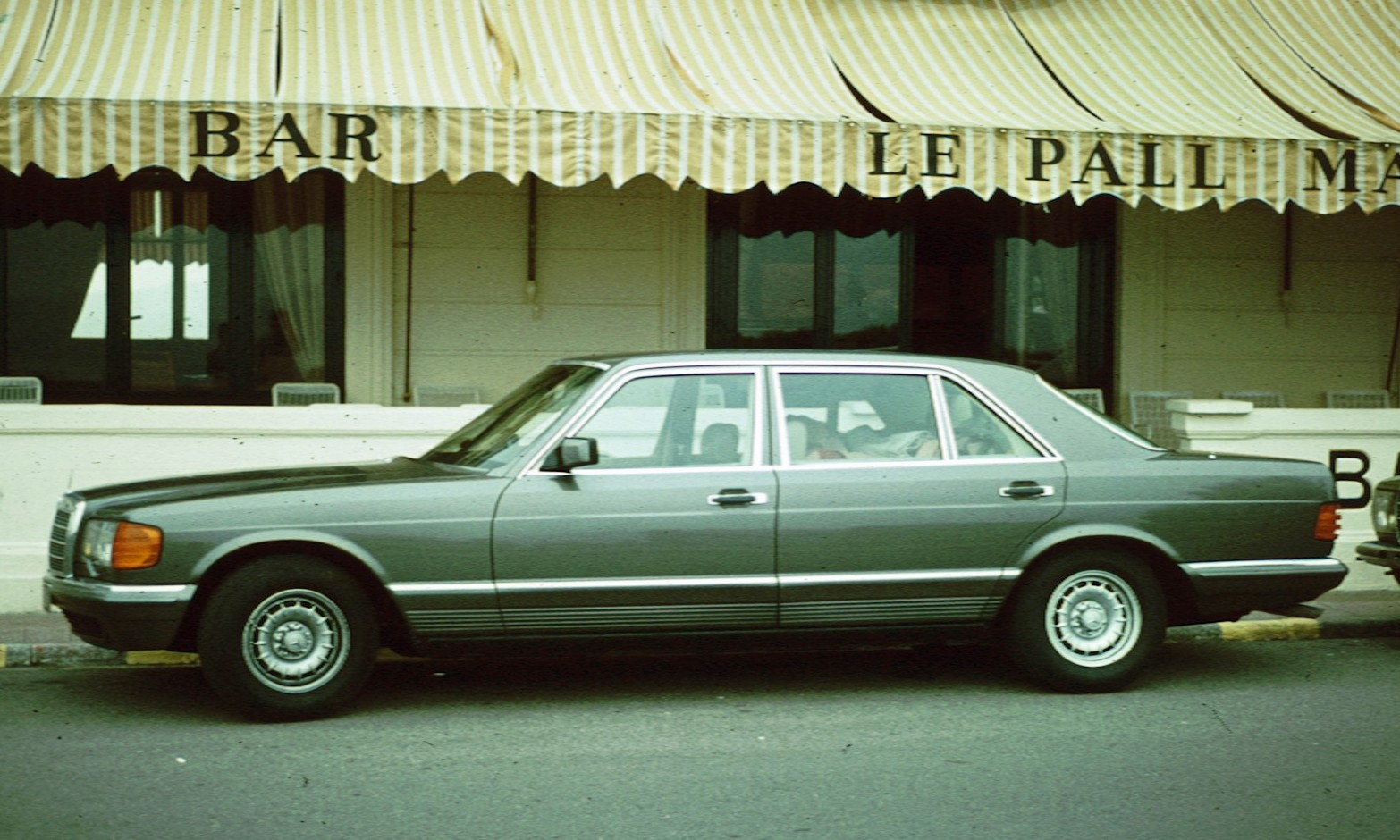
Mercedes-Benz W126 SEL (с длинной колёсной базой)

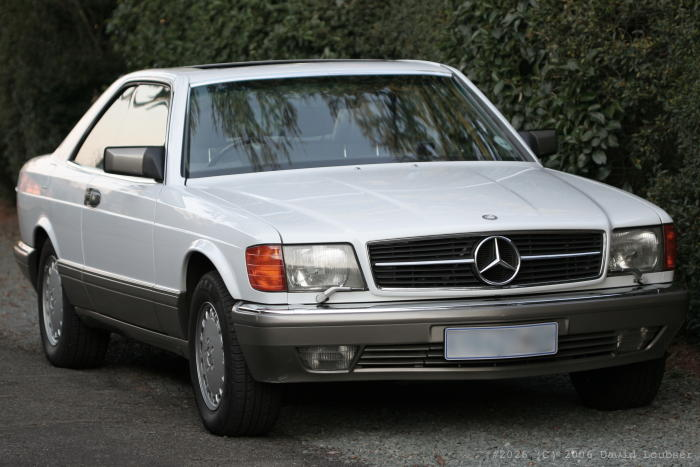
Mercedes-Benz W126 SEC (coupe)

| Годы          | Модель        | Код           | Двигатель                   | Рынок                         | Кол-во построенных |
| ------------- | ------------- | ------------- | --------------------------- | ----------------------------- | ------------------ |
| 1979—1985     | 280 S         | W126.021      | M110.924 2.8L I6 карбюратор | нет данных по США             | 42 996             |
| 1979—1985     | 280 SE        | W126.022      | M110.987 2.8L I6            | нет данных по США             | 133 955            |
| 1979—1985     | 380 SE        | W126.032      | M116.963 3.8L V8            |                               | 58 239             |
| 1979—1985     | 500 SE        | W126.036      | M117.963 5.0L V8            | нет данных по США и Австралии | 33 418 (79—91)     |
| 1980—1985     | 280 SEL       | W126.023      | M110.987 2.8L I6            | нет данных по США             | 20 655             |
| 1980—1985     | 300 SD        | W126.120      | OM617.951 3.0L I5           | только США и Канада           | 78 725             |
| 1980—1985     | 380 SEL       | W126.033      | M116.963 3.8L V8            |                               | 27 014             |
| 1980—1985     | 500 SEL       | W126.037      | M117.963 5.0L V8            |                               | 72 733 (80—91)     |
| 1980—1985     | 500 SEC       | W126.044      | M117.963 5.0L V8            |                               | 30 184 (80—91)     |
| 1981—1985     | 380 SEC       | W126.043      | M116.963 3.8L V8            |                               | 11 267             |
|               |               |               |                             |                               |                    |
| 1985—1991     | 260 SE        | W126.020      | M103.941 2.6L I6            | нет данных по США и Австралии | 20 836             |
| 1985—1991     | 300 SE        | W126.024      | M103.981 3.0L I6            |                               | 105 422            |
| 1985—1991     | 420 SE        | W126.034      | M116.965 4.2L V8            | нет данных по США             | 13 996             |
| 1985—1991     | 420 SEL       | W126.035      | M116.965 4.2L V8            |                               | 74 017             |
| 1985—1991     | 420 SEC       | W126.046      | M116.965 4.2L V8            | нет данных по США             | 3680               |
| 1985—1991     | 500 SE        | W126.036      | M117.965 5.0L V8            | нет данных по США             |                    |
| 1985—1991     | 500 SEL       | W126.037      | M117.965 5.0L V8            | нет данных по США             |                    |
| 1985—1991     | 500 SEC       | W126.044      | M117.965 5.0L V8            | нет данных по США             |                    |
| 1985—1991     | 560 SEL       | W126.039      | M117.968 5.5L V8            |                               | 75 071             |
| 1985—1991     | 560 SEC       | W126.045      | M117.968 5.5L V8            |                               | 28 929             |
| 1985—1993     | 300 SEL       | W126.025      | M103.981 3.0L I6            |                               | 40 956             |
| 1986—1987     | 300 SDL       | W126.125      | OM603.961 3.0L I6 дизель    | только США и Канада           | 13 830             |
| 1988—1991     | 560 SE        | W126.038      | M117.968 5.5L V8            | нет данных по США и Австралии | 1251               |
| 1991          | 350 SD        | W126.134      | OM603.97 3.5L I6 дизель     | только США и Канада           | 2066               |
| 1990—1991     | 350 SDL       | W126.135      | OM603.97 3.5L I6 дизель     | только США и Канада           | 2925               |
| Всего, седаны | Всего, седаны | Всего, седаны | Всего, седаны               | Всего, седаны                 | 818 105            |
| Всего, купе   | Всего, купе   | Всего, купе   | Всего, купе                 | Всего, купе                   | 74 060             |

### Габариты и масса
| Кузов             | Колёсная база | Длина   | Ширина  | Высота  | Снаряжённая масса |
| ----------------- | ------------- | ------- | ------- | ------- | ----------------- |
| Седан (SE)        | 2935 мм       | 5020 мм | 1820 мм | 1437 мм | 1640 кг           |
| Седан (SEL)       | 3070 мм       | 5160 мм | 1820 мм | 1441 мм | 1670 кг           |
| Купе              | 2850 мм       | 4910 мм | 1828 мм | 1406 мм | 1610 кг           |
| [ 4 ] [ 5 ] [ 6 ] |               |         |         |         |                   |

### Двигатели
| Двигатель                  | Конфигурация | Мощность            | Крутящий момент | Разгон 0-100 км/ч | Максимальная скорость | Примечание    |
| -------------------------- | ------------ | ------------------- | --------------- | ----------------- | --------------------- | ------------- |
|                            |              |                     |                 |                   |                       |               |
| Бензиновые                 |              |                     |                 |                   |                       |               |
| 2.6 12V                    | I6           | 122 кВт (164 л. с.) | 228 Н·м         |                   | 205 км/ч              | с мая 1986    |
| 2.6 12V*                   | I6           | 118 кВт (158 л. с.) | 220 Н·м         |                   | 205 км/ч              | с мая 1986    |
| 2.8 12V карбюраторный      | I6           | 115 кВт (154 л. с.) | 223 Н·м         | 11.0 с            | 200 км/ч              | мая 1980—1985 |
| 2.8 12V инжекторный        | I6           | 136 кВт (182 л. с.) | 240 Н·м         | 9.1 с             | 218 км/ч              | мая 1980—1985 |
| 3.0 12V*                   | I6           | 132 кВт (178 л. с.) | 255 Н·м         |                   | 210 км/ч              | с мая 1986    |
| 3.0 12V                    | I6           | 132 кВт (178 л. с.) | 260 Н·м         |                   | 210 км/ч              | с мая 1986    |
| 3.8 16V                    | V8           | 160 кВт (215 л. с.) | 229 Н·м         |                   | 215 км/ч              | мая 1980—1981 |
| 3.8 16V                    | V8           | 150 кВт (201 л. с.) | 315 Н·м         | 9.3 с             | 205 км/ч              | мая 1982—1985 |
| 4.2 16V*                   | V8           | 150 кВт (201 л. с.) | 310 Н·м         |                   | 210 км/ч              | мая 1986      |
| 4.2 16V                    | V8           | 160 кВт (215 л. с.) | 330 Н·м         | 9.0 с             | 218 км/ч              | мая 1986      |
| 4.2 16V*                   | V8           | 165 кВт (221 л. с.) | 325 Н·м         | 8.3 с             | 218 км/ч              | с мая 1987    |
| 4.2 16V                    | V8           | 170 кВт (228 л. с.) | 335 Н·м         | 8.1 с             | 222 км/ч              | с мая 1987    |
| 5.0 16V                    | V8           | 164 кВт (220 л. с.) | 365 Н·м         | 8.0 с             | 220 км/ч              | с мая 1986    |
| 5.0 16V                    | V8           | 177 кВт (237 л. с.) | 402 Н·м         |                   | 225 км/ч              | мая 1980—1981 |
| 5.0 16V                    | V8           | 170 кВт (228 л. с.) | 405 Н·м         | 8.1 с             | 220 км/ч              | мая 1982—1985 |
| 5.0 16V                    | V8           | 180 кВт (242 л. с.) | 400 Н·м         | 7.6 с             | 230 км/ч              | мая 1986      |
| 5.0 16V*                   | V8           | 164 кВт (220 л. с.) | 358 Н·м         |                   | 220 км/ч              | мая 1986      |
| 5.0 16V*                   | V8           | 185 кВт (249 л. с.) | 390 Н·м         | 7.5 с             | 230 км/ч              | с мая 1987    |
| 5.0 16V                    | V8           | 195 кВт (261 л. с.) | 405 Н·м         | 7.3 с             | 235 км/ч              | с мая 1987    |
| 5.5 16V*                   | V8           | 178 кВт (239 л. с.) | 390 Н·м         | 7.6 с             | 228 км/ч              | мая 1986      |
| 5.5 16V*                   | V8           | 205 кВт (275 л. с.) | 430 Н·м         | 7.2 с             | 240 км/ч              | с мая 1987    |
| 5.5 16V                    | V8           | 200 кВт (268 л. с.) | 421 Н·м         |                   | 250 км/ч              | мая 1986      |
| 5.5 16V RÜF                | V8           | 220 кВт (300 л. с.) | 456 Н·м         |                   | 250 км/ч              | с мая 1987    |
| 5.5 16V ECE                | V8           | 220 кВт (300 л. с.) | 455 Н·м         | 6.9 с             | 250 км/ч              | мая 1986/87   |
|                            |              |                     |                 |                   |                       |               |
| Дизельные                  |              |                     |                 |                   |                       |               |
| OM617 3.0 TD               | I5           | 92 кВт (123 л. с.)  | 245 Н·м         | 15.0 с            | 150 км/ч              | мая 1980—1985 |
| OM603 3.0 TD               | I6           | 110 кВт (148 л. с.) | 273 Н·м         | 13.0 с            | 175 км/ч              | мая 1986/87   |
| OM603 3.5 TD               | I6           | 100 кВт (134 л. с.) | 310 Н·м         | 11.8 с            | 155 км/ч              | мая 1990/91   |
| * = Версия с катализатором |              |                     |                 |                   |                       |               |

## Некоторые особенности

### Безопасность
- Подушки безопасности являются дополнительной защитой водителя и пассажира. Подушка безопасности водителя устанавливалась с 1981 года, как дополнительная опция (с 1985 на машинах в версии 500SEL/SEC стала входить в стандартное оснащение). Подушка безопасности пассажира стала предлагаться как опция с 1986 года, а в последний год производства также входила в стандартное оснащение.
- Антипробуксовочная система (TCS) — система контроля тяги. Не позволяет автомобилю пробуксовывать при старте.
- Преднатяжители ремней безопасности предназначены для натяжения ремней в аварийных ситуациях в том числе при экстренном торможении.
- Антиблокировочная система (ABS) предлагалась в качестве опции (кроме 500SEL/SEC) до 1986 года, после вошла в стандартное оснащение.

### Комфорт
- Встроенные в двери осветители, включающиеся при открытии двери и освещающие землю под ногами. В распоряжении задних пассажиров были лампы для чтения, что позволяло не отвлекать водителя в темноте.
- Передние сиденья с подогревом и восемью электрорегулировками, а также памятью на два положения сиденья и руля. Подогрев сидений был стандартным для моделей 500SEL и 560SEL, а для остальных был дополнительной опцией.
- В качестве опции для 560SEL предлагался вариант с двумя сидениями сзади. Они регулировались по углу наклона. Также между ними имелась консоль, отделанная деревом.
- Полностью автоматический климат-контроль, позволявший точно поддерживать заданную температуру.
- Датчик температуры за бортом с индикатором под спидометром для информирования водителя о погодных условиях.
- Круиз-контроль позволял поддерживать заданную скорость, не держа ногу на педали газа. А также благодаря датчику наклона автомобиль не ускорялся на спусках, что было присуще подобным системам на других машинах.
- В двудверных моделях механизм подачи ремня

## Достижения
В течение нескольких лет W126 был самым продаваемым седаном представительского класса в мире. Также он был удостоен следующих наград:
- Автомобиль года. В 1981 автомобильный журнал Wheels magazine выбрал W126 380SE автомобилем года[8].
- Безопасность. W126 был удостоен премии U.S. Highway Loss Data Institute как самый безопасный автомобиль в 1988 и 1989 годах.
- Лидер продаж. Самый продаваемый автомобиль представительского класса в 1987, 1988, 1989 и 1990 годах по рейтингу аналитической компании J.D. Power[9].